# Burni Medang
Burni Medang är en kulle i Indonesien.   Den ligger i provinsen Aceh, i den västra delen av landet, 1 600 km nordväst om huvudstaden Jakarta. Toppen på Burni Medang är 217 meter över havet.
Terrängen runt Burni Medang är varierad.Runt Burni Medang är det ganska tätbefolkat, med 93 invånare per kvadratkilometer. I omgivningarna runt Burni Medang växer i huvudsak städsegrön lövskog.